# Karl Klug
Karl Klug (La Crosse, 31 marzo 1988) è un giocatore di football americano statunitense che gioca nel ruolo di defensive tackle per i Tennessee Titans della National Football League (NFL). Fu scelto nel corso del quinto giro (142º assoluto) del Draft NFL 2011 dai Titans. Al college ha giocato a football all'Università dell'Iowa.

## Carriera

### Tennessee Titans
Klug fu scelto dai Tennessee Titans nel corso del quinto giro del Draft 2011. Nella sua prima stagione guidò tutti i rookie tra i defensive tackle con 7 sack, oltre a 20 tackle, 4 passaggi deviati e 2 fumble forzati. La seconda stagione di Klug non fu altrettanto positiva, concludendo con 7 tackle, 3,5 sack e 1 passaggio deviato.
Nella settimana 4 della stagione 2013, Klug mise a segno un sack su Geno Smith dei New York Jets, forzando un fumble che recuperò egli stesso ritornandolo in touchdown. La sua annata si concluse con 14 tackle e 2 sack.

## Vittorie e premi
Nessuno

## Statistiche
| Partite totali      | 48   |
| Partite da titolare | 5    |
| Tackle              | 41   |
| Sack                | 12,5 |
| Intercetti          | 0    |
| Fumble forzati      | 4    |

Statistiche aggiornate alla stagione 2013